# Batara géant
Pour les articles homonymes, voir Batara.
Batara cinerea
Genre
Espèce
Statut de conservation UICN

 LC  : Préoccupation mineure
Le Batara géant, Batara cinerea, unique représentant du genre Batara, est une espèce de passereaux de la famille des Thamnophilidae.

## Répartition

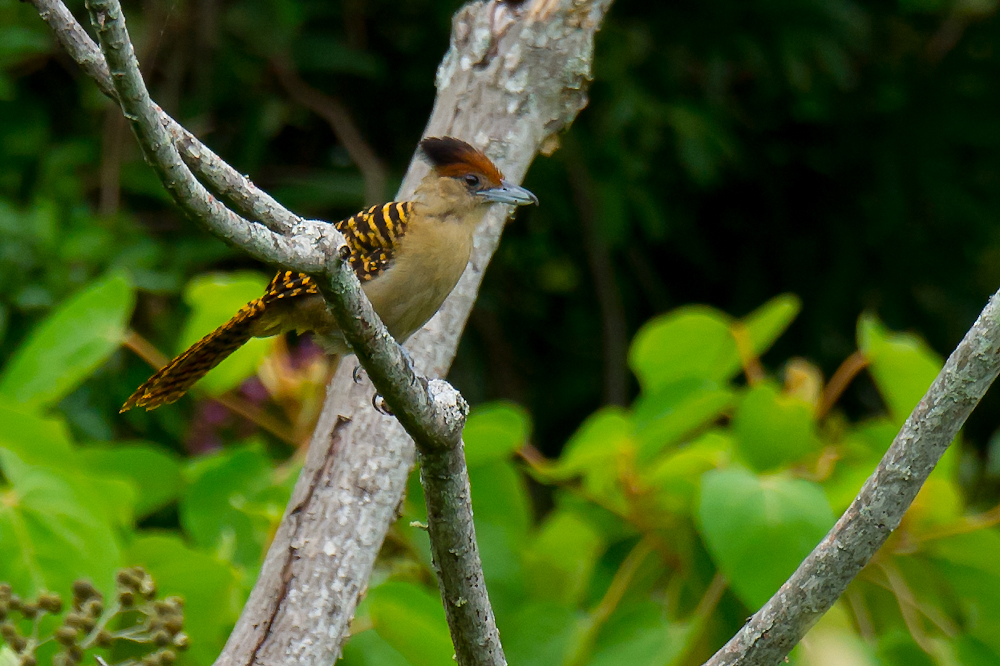
Une femelle.

Cette espèce se rencontre au Brésil, en Bolivie, au Paraguay et en Argentine.

## Liste des sous-espèces
Selon la classification de référence du Congrès ornithologique international (version 6.4, 2016) :
- Batara cinerea excubitor Bond & Meyer de Schauensee, 1940
- Batara cinerea argentina Shipton, 1918
- Batara cinerea cinerea (Vieillot, 1819)